# الکساندروفکا (گمینا شوجیاوو)
الکساندروفکا (به لاتین: Aleksandrówka, Gmina Szudziałowo) یک منطقهٔ مسکونی در لهستان است که در Gmina Szudziałowo واقع شده‌است.